# جي. فالنتاين سميث
جي. فالنتاين سميث هو سياسي نيوزيلندي، ولد في 1824 في Crown Colony of Malta ‏، وتوفي في 10 فبراير 1895 في نيوزيلندا. انتخب عضو مجلس النواب النيوزيلندي ‏.